# Aktivismus
Als Aktivismus (von lateinisch activus „tätig, aktiv“) wurde eine von Menschen (Aktivisten) ausgeübte Praxis bezeichnet, die mit Taten – zum Beispiel direkten Aktionen oder allgemein sozialem und bürgerschaftlichem Engagement – Ziele fördert („Taten statt Worte“). 
Die Themen sind meist politischer Art und stammen insbesondere aus den Bereichen der Sozial-, Bildungs-, Umwelt-, Wohnungs-, Wirtschafts- und Friedenspolitik. Es geht um Bürger-, Menschen- und Tierrechte. Vom Berufs-Politikern unterscheiden sich Aktivisten und Aktivistinnen aber vor allem darin, dass sie ihre Ziele nicht über direkte Teilhabe am formellen politischen Prozess innerhalb des von politischen Parteien dominierten Regierungssystems erreichen wollen, sondern durch direkte gewaltfreie Aktionen wie Protest, Boykott, Streik, soziale und politische Nichtzusammenarbeit und gewaltfreie Intervention. Im weitesten Sinne können auch Öffentlichkeitsarbeit, Kundgebungen, Demonstrationen, Volksbegehren sowie Online-Petitionen (Cyberaktivismus) dazu gezählt werden. 
Aktivisten und Aktivistinnen organisieren sich in Bürgerinitiativen, Bürgerbewegungen, Genossenschaften, Gewerkschaften, politisch aktiven Gruppen, Nichtregierungsorganisationen (NGOs), Initiativen, alternativen Kollektiven, Netzwerken, Verbänden, Vereinen, Vereinigungen oder Zentralräten.
Ein informeller oder auch organisierter Zusammenschluss vieler Aktivisten über einen längeren Zeitraum bildet die Grundlage für eine Soziale Bewegung. Aktionen im Bereich des politisch linken Spektrum werden unter dem Begriff „Neue Soziale Bewegungen“ zusammengefasst.

## Allgemeines

### Definitionen
Karl Popper definiert Aktivismus als „Die Neigung zur Aktivität und die Abneigung gegen jede Haltung des passiven Hinnehmens.“ Der Gegenbegriff zu Aktivismus ist Attentismus. Für eine ziellose, unreflektierte, auf die Aktivität als Selbstzweck gerichtete Vorgehensweise wird hingegen im Allgemeinen der Begriff Aktionismus verwendet.
Noam Chomsky definierte 1970:

„Die Rolle der Intellektuellen und radikalen Aktivisten besteht im Beurteilen und Bewerten, im Überzeugen und Organisieren, und nicht in der Machtergreifung und Herrschaft.“

### Abgrenzung zu Radikalismus und Extremismus, Radikalisierung
Wo genau die Grenzen zwischen Aktivismus und Radikalismus bzw. Extremismus laufen, ist nicht einheitlich definiert und wird unterschiedlich bewertet, da auch innerhalb der politischen Aktivismen z. B. das Verhältnis zum Einsatz von zivilem Ungehorsam in Form bewusster Rechtsverstöße (Illegalität) oder gar passiver oder aktiver Gewalt zur Durchsetzung politischer Ziele unterschiedlich gesehen wird. In einer auf das Bundesamt für Verfassungsschutz zurückgehenden Definition wird Radikalismus als eine „überspitzte, zum Extremen neigende Denk- und Handlungsweise“ bezeichnet, die jedoch „gesellschaftliche Probleme und Konflikte bereits ‚von der Wurzel (lat. radix) her‘ anpacken will“ und daher „in unserer pluralistischen Gesellschaftsordnung ihren legitimen Platz“ habe (Systemveränderung), während Extremismus zum Ziel habe, „den demokratischen Verfassungsstaat und die damit verbundenen Grundprinzipien der Verfassungsordnung zu bekämpfen“ (Systemüberwindung). Im Gegensatz hierzu ist für den politischen Philosophen Roger Scruton der Begriff „Extremismus“ zweideutig und kann sowohl die politischen Ziele einer Gruppe als auch deren akzeptierte Mittel zu ihrer Durchsetzung beschreiben, die nach Scruton „das Leben, die Freiheit und die Menschenrechte von anderen beeinträchtigen oder aufs Spiel setzen“. In der Forschung wird daher häufig eine Unterscheidung von „kognitivem Extremismus“, dessen Ziel- und Wertvorstellungen dem gesellschaftlichen Konsens drastisch widersprechen, und „gewaltbereitem Extremismus“ verwendet.
Der Übergang vom Aktivismus bzw. Radikalismus zum Extremismus wird in diesem Konzept durch den Übergang vom kognitiven zum gewaltbereiten Extremismus beschrieben. In der auf die Politikwissenschaftlerin Zeyno Baran zurückgehenden Fließbandhypothese wird zunächst ein Prozess der kognitiven Radikalisierung durchlaufen, der kognitive Extremismus ist dann Voraussetzung für evtl. gewaltbereiten Extremismus.

## Wortgeschichte

### Frühes 20. Jahrhundert
Zu Beginn des 20. Jahrhunderts bezeichnete das Wort „Aktivismus“ eine philosophische Denkrichtung. Der Philosoph Rudolf Eucken vertrat in Grundlinien einer neuen Lebensanschauung (1907) einen „schöpferischen Aktivismus“. In Rudolf Eislers Philosophen-Lexikon (1912) wird Aktivismus als philosophische Schule erwähnt. In der zweiten Auflage seines Handwörterbuchs der Philosophie (1922) wird auch eine literarische Ausprägung des Aktivismus erwähnt. Der Schriftsteller Kurt Hiller hatte das Wort seit 1914 als Bezeichnung für eine literarische Strömung in Abgrenzung zum Expressionismus verwendet, deren bedeutendster Vertreter in Österreich Robert Müller war. Während letzterer eine Ausdrucksart bezeichne, gehe es dem Aktivismus um eine Gesinnung. Hiller setzte zudem den Begriff des Aktivismus gegen den „Passivismus“. Karl Kraus verspottete die Strömung 1920 in seiner Zeitschrift Die Fackel. Der Schriftsteller Robert Musil verwendet in seinem Roman Der Mann ohne Eigenschaften den Begriff des „aktiven Passivismus“.

### Nach dem Zweiten Weltkrieg

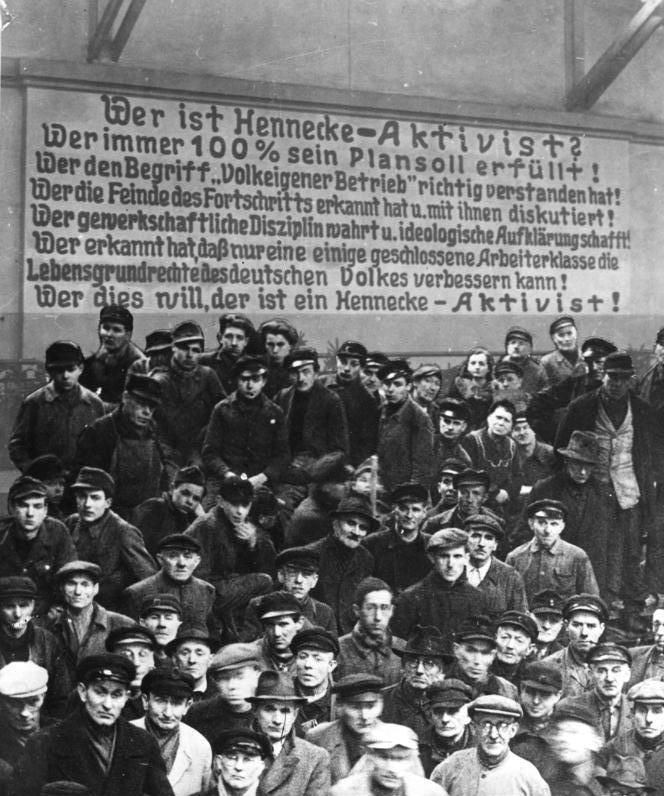
Arbeiter eines VEB in der SBZ vor einem Propagandaplakat der Aktivisten-Bewegung (Fotomontage)

Der von den Nationalsozialisten als positive Eigenbezeichnung verwendete Begriff (etwa von Hans Schemm, der 1929 in der Lehrerschaft eine „aktivistische Kerntruppe“ schaffen wollte oder von Joseph Goebbels in einem Brief vom 30. März 1945 zur Gründung des „Freikorps Adolf Hitler“ im „Volkssturm“, wo er von „Aktivisten der Bewegung, Freiwilligen des Volkssturms und Freiwilligen der Werkschar“ schreibt), wurde folgerichtig in der Kontrollratsdirektive Nr. 38 für eine Kategorie von NS-belasteten Personen in Deutschland benutzt. Auf die „Hauptschuldigen“ folgte die Gruppe der „Belasteten“, zu diesen gehörten die „Aktivisten“.
In Artikel III, Teil A hieß es unter anderem: „Aktivist ist:
1. Wer durch seine Stellung oder Tätigkeit die nationalsozialistische Gewaltherrschaft wesentlich gefördert hat;
2. Wer seine Stellung, seinen Einfluss und seine Beziehungen zur Ausübung von Zwang, Drohung, Gewalttätigkeiten, Unterdrückung oder sonst ungerechten Maßnahmen ausgenutzt hat;
3. Wer sich als überzeugter Anhänger der nationalsozialistischen Gewaltherrschaft, insbesondere ihrer Rassenlehre, offen bekannt hat.“

sowie:
„Aktivist ist auch, wer nach dem 8. Mai 1945 durch Propaganda für den Nationalsozialismus oder Militarismus oder durch Erfindung und Verbreitung tendenziöser Gerüchte den Frieden des deutschen Volkes oder den Frieden der Welt gefährdet hat oder möglicherweise noch gefährdet.“
Das Wort Aktivist wurde gleichwohl im Sprachraum der SBZ und der frühen DDR für eine gemeinnutzen- und neuerungsorientierte Einstellung zur Arbeit wiederverwendet, indem man dort die Aktivistenbewegung proklamierte. Aktivist der sozialistischen Arbeit war eine häufig verliehene Auszeichnung im Rahmen des sozialistischen Wettbewerbs der DDR. Zum Propagandaleitbild wurde 1948 der Bergmann Adolf Hennecke aufgebaut. Der Tag der Aktivisten wurde jährlich ab 1949 am 13. Oktober, dem Tag der Sonderschicht Henneckes, in der DDR begangen. Vorbild für den sozialistischen Begriff des Aktivisten war das russische Wort „aktivist“, das den Angehörigen eines Aktivs bezeichnete, eine nach sowjetischem Vorbild geschaffene Bezeichnung für eine Arbeitsgruppe.

## Beispiele
Die Begriffe Aktivist oder Aktivismus finden z. B. in folgenden Bereichen Verwendung:

### Zumeist emanzipatorisch, fortschrittlicher Aktivismus
- Anti AIDS-Aktivismus
- Aktivismus im Bereich des Antifaschismus, Antirassismus, Antikolonialismus, der Flüchtlingshilfe
- Aktivismus gegen Antisemitismus
- Aktivismus für die Einführung eines bedingungslosen Grundeinkommens
- Aktivismus im Bereich des Bildungssystems und der Bildungspolitik, Reformpädagogik oder im Kontext von Schulstreiks etc.
- Aktivismus im Bereich der Cybersicherheit/Informationssicherheit, des Datenschutz, der Informationelle Selbstbestimmung, der zunehmenden Kontrolle und Überwachung, durch die gesellschaftlichen Veränderungen, Computer, Internet, Soziale Medien, Smartphones (Online-Durchsuchung, Vorratsdatenspeicherung)
- Aktivismus im Bereich der Drogenpolitik bzw. Legalisierung von Drogen (Cannabis-Aktivist bzw. Hanfaktivist. Deutscher Hanfverband)
- Aktivismus für die Verwendung Freier Software (Freie-Software-Aktivist, Open-Source-Aktivist)
- Aktivismus im Bereich Frieden, Antimilitarismus und Pazifismus (Friedensaktivist, Pazifist in der Friedensbewegung bzw. Ostermarsch-Bewegung, z. B. bei der Deutschen Friedensgesellschaft – Vereinigte KriegsdienstgegnerInnen oder der ärztlichen Friedensorganisation IPPNW)
- Aktivismus gegen Gefängnisse, Aktivismus in Gefängnissen („Der Lichtblick“)
- Aktivismus gegen städtebaulichen Geschichtsrevisionismus (Garnisonkirche (Potsdam), Humboldt Forum)
- Aktivismus im Bereich der Mieten, Wohnungs, Stadtbau-Politik, sowie der Leerstands-Bekämpfung (Mieterberatung, Mietervereine, Hausbesetzung, Volksbegehren wie bspw. Deutsche Wohnen & Co. enteignen)
- Aktivismus von Menschen mit Wohnungslosigkeitserfahrung / Netzwerk wohnungsloser Menschen
- Aktivismus im Bereich der Kinder-Armut, der Kinder-Rechte
- Klimaaktivismus, Klimagerechtigkeit
- Kunst und Aktivismus (im englischen auch Artivism genannt)
- Aktivismus im Bereich der Menschenrecht (Menschenrechtsaktivist)
- Aktivismus gegen staatliche Repression (Ermittlungsausschuss, Rote Hilfe)
- Aktivismus im Bereich der Sexuellen Orientierung und der Sexuellen Identität (LGBT-Aktivist, z. B. bei LSVD oder DGTI, vgl. auch LGBT-Organisationen)
- Umweltschutz / Umweltbewegung (Umweltaktivist, Greenpeace-Aktivist)
- Videoaktivismus

### Zumeist konservativer Aktivismus
- Aktivismus in Burschenschaften, Studentenverbindungen
- Aktivismus gegen Geschlechtergerechte Sprache, zum Beispiel sogenannte Sprachschützer[11][12]
- Aktivismus gegen den Öffentlich-rechtlichen Rundfunk und die Rundfunkabgabe
- Aktivismus gegen staatliche Repression (Deutsches Rechtsbüro)
- Aktivismus im Bereich des Bildungssystems und der Bildungspolitik, etwa Homeschooling
- Aktivismus gegen Schwangerschaftsabbrüche und das Selbstbestimmungsrecht von Frauen (Eigenbezeichnung: Lebensschutz)
- Aktivismus im Bereich der Vertriebenenverbände
- Organisierte Klimawandelleugnung

### Im politischen Bereich spektrenübergreifend
- Aktivismus für Basisdemokratie (Mehr Demokratie e. V.)
- Tierrechte (Tierrechtsaktivist z. B. bei Animal Rights Watch oder PETA),
- Tierschutz (Tierschützer / Tierschutzaktivist z. B. bei der Albert Schweitzer Stiftung für unsere Mitwelt)
- Aktivismus gegen die Abschaffung des Bargelds
- Aktivismus gegen staatliche Repression (Proteste gegen Schutzmaßnahmen zur COVID-19-Pandemie in Deutschland ebenso wie global)
- Design (Design Activism[13])
- Mode-Aktivismus[14][15]